# Jiangbu (sockenhuvudort i Kina, Jiangxi Sheng, lat 28,63, long 116,58)
Jiangbu är en sockenhuvudort i Kina. Den ligger i provinsen Jiangxi, i den sydöstra delen av landet, omkring 68 kilometer öster om provinshuvudstaden Nanchang. Antalet invånare är 42 438. Befolkningen består av 20 328 kvinnor och 22 110 män. Barn under 15 år utgör 26,0 %, vuxna 15-64 år 66 %, och äldre över 65 år 7,0 %.
Runt Jiangbu är det tätbefolkat, med 442 invånare per kvadratkilometer. Närmaste större samhälle är Yugan, 12,5 km nordost om Jiangbu. Trakten runt Jiangbu består till största delen av jordbruksmark.
Genomsnittlig årsnederbörd är 2 308 millimeter. Den regnigaste månaden är juni, med i genomsnitt 395 mm nederbörd, och den torraste är oktober, med 33 mm nederbörd.